# H. F. Roques
H. F. Roques va ser un jugador de futbol i de criquet francès, que va competir a finals del segle xix i primers de xx. El 1900 va prendre part en els Jocs Olímpics de París, on guanyà la medalla de plata en la competició de Criquet a XII com a integrant de l'equip francès. Anteriorment, el 1895, guanyà la Lliga francesa de futbol amb l'Standard AC.